# Nederlandse kampioenschappen atletiek 1999
De Nederlandse kampioenschappen atletiek 1999 werden gehouden op 26 en 27 juni in het Sportpark Orderbos in Apeldoorn. De organisatie lag in handen van de Apeldoornse atletiekvereniging AV'34.
Er sneuvelden dit weekend twee Nederlandse records. Op de 200 m verbeterde Patrick van Balkom zijn eigen record van 20,37 s uit 1998 met een honderdste seconde. Bij het kogelslingeren passeerde Frank van der Dool als eerste Nederlander de 70 meter door zijn pas anderhalve maand oude record van 68,79 m te verbeteren tot 70,47 m.  
De 10.000 m voor mannen en vrouwen vond plaats op 8 april in Gorinchem.

## Uitslagen

### 100 m
| wind: -0,9 m/s | wind: -0,9 m/s     | wind: -0,9 m/s |
| rang           | atleet             | prestatie      |
| -------------- | ------------------ | -------------- |
| Goud           | Troy Douglas       | 10,16 s        |
| Zilver         | Nathanael Esprit   | 10,28 s        |
| Brons          | Patrick van Balkom | 10,29 s        |

| wind: +1,2 m/s | wind: +1,2 m/s     | wind: +1,2 m/s |
| rang           | atlete             | prestatie      |
| -------------- | ------------------ | -------------- |
| Goud           | Jacqueline Poelman | 11,41 s        |
| Zilver         | Mireille Donders   | 11,48 s        |
| Brons          | Annemarie Kramer   | 11,75 s        |

### 200 m
| wind: -1,4 m/s | wind: -1,4 m/s     | wind: -1,4 m/s |
| rang           | atleet             | prestatie      |
| -------------- | ------------------ | -------------- |
| Goud           | Patrick van Balkom | 20,36 s        |
| Zilver         | Nathanael Esprit   | 20,67 s        |
| Brons          | Dennis Tilburg     | 21,38 s        |

| wind: -1,1 m/s | wind: -1,1 m/s     | wind: -1,1 m/s |
| rang           | atlete             | prestatie      |
| -------------- | ------------------ | -------------- |
| Goud           | Jacqueline Poelman | 23,30 s        |
| Zilver         | Mireille Donders   | 23,38 s        |
| Brons          | Annemarie Kramer   | 23,85 s        |

### 400 m
| rang   | atleet           | prestatie |
| ------ | ---------------- | --------- |
| Goud   | Julien Hagen     | 46,29 s   |
| Zilver | Rikkert van Rhee | 46,97 s   |
| Brons  | Roel van Ree     | 47,44 s   |

| rang   | atlete           | prestatie |
| ------ | ---------------- | --------- |
| Goud   | Lotte Visschers  | 53,52 s   |
| Zilver | Nannet Karenbeld | 54,61 s   |
| Brons  | Angelique Banket | 54,82 s   |

### 800 m
| rang   | atleet                 | prestatie |
| ------ | ---------------------- | --------- |
| Goud   | Marko Koers            | 1.46,99   |
| Zilver | Bram Som               | 1.48,15   |
| Brons  | Maarten van den Heuvel | 1.50,01   |

| rang   | atlete          | prestatie |
| ------ | --------------- | --------- |
| Goud   | Stella Jongmans | 2.04,33   |
| Zilver | Anjolie Wisse   | 2.05,13   |
| Brons  | Silvia Kruijer  | 2.06,22   |

### 1500 m
| rang   | atleet           | prestatie |
| ------ | ---------------- | --------- |
| Goud   | Gert-Jan Liefers | 3.47,67   |
| Zilver | Stefan Beumer    | 3.50,02   |
| Brons  | Johan de Koning  | 3.50,46   |

| rang   | atlete              | prestatie |
| ------ | ------------------- | --------- |
| Goud   | Silvia Kruijer      | 4.22,75   |
| Zilver | Krista Aukema       | 4.23,51   |
| Brons  | Yvonne van der Kolk | 4.23,53   |

### 5000 m
| rang   | atleet           | prestatie |
| ------ | ---------------- | --------- |
| Goud   | Kamiel Maase     | 13.39,85  |
| Zilver | Martin Lauret    | 13.50,19  |
| Brons  | Sander Schutgens | 13.58,71  |

| rang   | atlete           | prestatie |
| ------ | ---------------- | --------- |
| Goud   | Wilma van Onna   | 16.13,15  |
| Zilver | Sandra Hofmans   | 16.28,63  |
| Brons  | Miranda Boonstra | 16.42,14  |

### 10.000 m[2]
| rang   | atleet        | prestatie |
| ------ | ------------- | --------- |
| Goud   | Martin Lauret | 28.51,01  |
| Zilver | Luc Krotwaar  | 29.17,69  |
| Brons  | Stan Rijken   | 29.35,77  |

| rang   | atlete            | prestatie |
| ------ | ----------------- | --------- |
| Goud   | Wilma van Onna    | 32.44,49  |
| Zilver | Erika van de Bilt | 34.03,56  |
| Brons  | Barbara Kamp      | 34.55,38  |

### 110 m horden/100 m horden
| wind: -1,9 m/s | wind: -1,9 m/s        | wind: -1,9 m/s |
| rang           | atleet                | prestatie      |
| -------------- | --------------------- | -------------- |
| Goud           | Robin Korving         | 13,58 s        |
| Zilver         | James Sharpe          | 14,05 s        |
| Brons          | Marcel van der Westen | 14,41 s        |

| wind: -1,6 m/s | wind: -1,6 m/s   | wind: -1,6 m/s |
| rang           | atlete           | prestatie      |
| -------------- | ---------------- | -------------- |
| Goud           | Ilja Voltman     | 13,89 s        |
| Zilver         | Esther van Ooyen | 13,94 s        |
| Brons          | Rhoda Hage       | 14,41 s        |

### 400 m horden
| rang   | atleet           | prestatie |
| ------ | ---------------- | --------- |
| Goud   | Jeroen Prent     | 50,41 s   |
| Zilver | Frank Peeters    | 51,49 s   |
| Brons  | Guido Klinkhamer | 51,97 s   |

| rang   | atlete           | prestatie |
| ------ | ---------------- | --------- |
| Goud   | Esther van Ooyen | 57,73 s   |
| Zilver | Thelma Joziasse  | 58,00 s   |
| Brons  | Mireille Hesper  | 59,92 s   |

### 3000 m steeplechase
| rang   | atleet         | prestatie |
| ------ | -------------- | --------- |
| Goud   | Simon Vroemen  | 8.30,85   |
| Zilver | Marcel Laros   | 8.36,79   |
| Brons  | Ramses Bekkenk | 8.50,05   |

### 20 km snelwandelen
| rang   | atleet            | prestatie  |
| ------ | ----------------- | ---------- |
| Goud   | Pedro Huntjens    | 1:35.37,45 |
| Zilver | Marcel van Gemert | 1:35.40,87 |
| Brons  | Kees Lambregts    | 1:43.08,86 |

### Verspringen
| rang   | atleet         | prestatie         |
| ------ | -------------- | ----------------- |
| Goud   | Jurgen Cools   | 7,69 m (+1,4 m/s) |
| Zilver | Chiel Warners  | 7,56 m (-0,1 m/s) |
| Brons  | Jermaine Sedoc | 7,47 m (+2,4 m/s) |

| rang   | atlete                  | prestatie         |
| ------ | ----------------------- | ----------------- |
| Goud   | Judith Vis              | 6,24 m (+1,5 m/s) |
| Zilver | Sharon Jaklofsky        | 6,15 m (+2,2 m/s) |
| Brons  | Danielle van Varsseveld | 6,09 m (+1,2 m/s) |

### Hink-stap-springen
| rang   | atleet                 | prestatie          |
| ------ | ---------------------- | ------------------ |
| Goud   | Martijn Delissen       | 15,33 m (+0,6 m/s) |
| Zilver | Jermaine Sedoc         | 15,09 m (+0,7 m/s) |
| Brons  | Marco Groen in ‘t Woud | 14,43 m (+1,4 m/s) |

| rang   | atlete                  | prestatie          |
| ------ | ----------------------- | ------------------ |
| Goud   | Karin Ruckstuhl         | 12,63 m (+2,7 m/s) |
| Zilver | Yvonne de Vreede        | 12,50 m (? m/s)    |
| Brons  | Danielle van Varsseveld | 12,34 m (+1,9 m/s) |

### Hoogspringen
| rang   | atleet           | prestatie |
| ------ | ---------------- | --------- |
| Goud   | Wilbert Pennings | 2,20 m    |
| Zilver | Sven Ootjers     | 2,08 m    |
| Brons  | Niels Geursen    | 2,00 m    |

| rang   | atlete                  | prestatie |
| ------ | ----------------------- | --------- |
| Goud   | Marloes Lammerts        | 1,80 m    |
| Zilver | Titia van Osch          | 1,73 m    |
| Brons  | Neeltje van Hulten      | 1,70 m    |
| Brons  | Marieke van der Heijden | 1,70 m    |

### Polsstokhoogspringen
| rang   | atleet             | prestatie |
| ------ | ------------------ | --------- |
| Goud   | Laurens Looije     | 5,60 m    |
| Zilver | Christian Tamminga | 5,50 m    |
| Brons  | Rens Blom          | 5,30 m    |

| rang   | atlete          | prestatie |
| ------ | --------------- | --------- |
| Goud   | Monique de Wilt | 4,00 m    |
| Zilver | Sabine Verbeek  | 3,85 m    |
| Brons  | Irene Timmers   | 3,65 m    |

### Kogelstoten
| rang   | atleet          | prestatie |
| ------ | --------------- | --------- |
| Goud   | Ben Vet         | 18,28 m   |
| Zilver | Erwin Simpelaar | 17,78 m   |
| Brons  | Rutger Smith    | 17,45 m   |

| rang   | atlete          | prestatie |
| ------ | --------------- | --------- |
| Goud   | Lieja Koeman    | 18,46 m   |
| Zilver | Corrie de Bruin | 17,79 m   |
| Brons  | Saskia Meijer   | 14,57 m   |

### Discuswerpen
| rang   | atleet              | prestatie |
| ------ | ------------------- | --------- |
| Goud   | Mike van der Belt   | 58,67 m   |
| Zilver | Ben Vet             | 58,48 m   |
| Brons  | Pieter van der Kruk | 57,29 m   |

| rang   | atlete                  | prestatie |
| ------ | ----------------------- | --------- |
| Goud   | Jacqueline Goormachtigh | 59,05 m   |
| Zilver | Corrie de Bruin         | 59,00 m   |
| Brons  | Lieja Koeman            | 56,11 m   |

### Speerwerpen
| rang   | atleet             | prestatie |
| ------ | ------------------ | --------- |
| Goud   | Johan van Lieshout | 77,54 m   |
| Zilver | Oscar Schermer     | 70,12 m   |
| Brons  | Mario Georgadakis  | 66,53 m   |

| rang   | atlete            | prestatie |
| ------ | ----------------- | --------- |
| Goud   | Kitty van Haperen | 55,31 m   |
| Zilver | Marjo Bus         | 51,88 m   |
| Brons  | Karin Geertsma    | 46,94 m   |

### Kogelslingeren
| rang   | atleet             | prestatie |
| ------ | ------------------ | --------- |
| Goud   | Frank van den Dool | 70,47 m   |
| Zilver | Ronald Gram        | 66,78 m   |
| Brons  | Schelto Scheltens  | 55,08 m   |

| rang   | atlete               | prestatie |
| ------ | -------------------- | --------- |
| Goud   | Renate Beunder       | 58,60 m   |
| Zilver | Wendy Koolhaas       | 56,88 m   |
| Brons  | Debby van der Schilt | 49,94 m   |

1904 · 
1908 · 
1909 · 
1910 · 
1911 · 
1912 · 
1913 · 
1914 · 
1915 · 
1917 · 
1918 · 
1919 · 
1920 · 
1921 · 
1922 · 
1923 · 
1924 · 
1925 · 
1926 · 
1927 · 
1928 · 
1929 · 
1930 · 
1931 · 
1932 · 
1933 · 
1934 · 
1935 · 
1936 · 
1937 · 
1938 · 
1939 · 
1940 · 
1941 · 
1942 · 
1943 · 
1944 · 
1946 · 
1947 · 
1948 · 
1949 · 
1950 · 
1951 · 
1952 · 
1953 · 
1954 · 
1955 · 
1956 · 
1957 · 
1958 · 
1959 · 
1960 · 
1961 · 
1962 · 
1963 · 
1964 · 
1965 · 
1966 · 
1967 · 
1968 · 
1969 · 
1970 · 
1971 · 
1972 · 
1973 · 
1974 · 
1975 · 
1976 · 
1977 · 
1978 · 
1979 · 
1980 · 
1981 · 
1982 · 
1983 · 
1984 · 
1985 · 
1986 · 
1987 · 
1988 · 
1989 · 
1990 · 
1991 · 
1992 · 
1993 · 
1994 · 
1995 · 
1996 · 
1997 · 
1998 · 
1999 · 
2000 · 
2001 · 
2002 · 
2003 · 
2004 · 
2005 · 
2006 · 
2007 · 
2008 · 
2009 · 
2010 · 
2011 · 
2012 · 
2013 · 
2014 · 
2015 · 
2016 ·
2017 ·
2018 ·
2019 ·
2020 ·
2021 ·
2022 ·
2023 ·
2024 ·
2025